# Манчестерська мумія

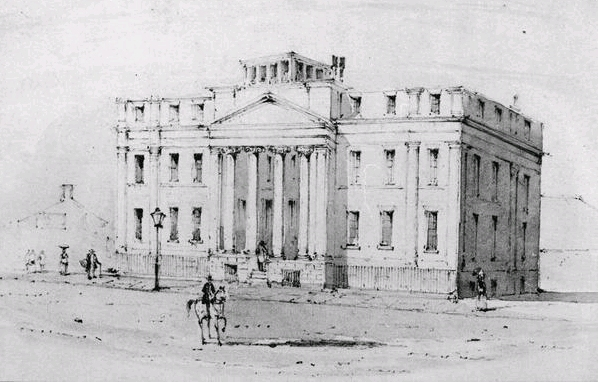
Музей Товариства Природничої Історії в Манчестері, місце перебування мумії Ганни Безвік. Рисунок Чарльза Воррена Кленнела, близько 1850 року.

Манчестерська мумія (англ. Manchester Mummy) — прізвисько, яке дістали муміфіковані рештки Ганни Безвік (англ. Hannah Beswick; 1688—1758) із Бирчин-Баурера (англ. Birchin Bower), заможної мешканки англійського містечка Олдем в околицях Великого Манчестера, що страждала панічним страхом бути похованою живцем. Після її смерті тіло забальзамували й понад сто років тримали без погребіння задля періодичної перевірки на предмет наявності ознак життя.
Метод використаного бальзамування достеменно невідомий. Припускається, що головним складником при заміні крові послугувала суміш скипидару й кіновару. Через якийсь час тіло помістили у старовинну засклену годинну шафу в будинку сімейного лікаря, доктора Чарльза Вайта. Незвичайний заповіт пані Безвік приніс їй посмертну славу, й Вайт вирішив виставити мумію на публічний огляд.
Відтак згідно з заповітом самого Вайта, муміфіковане тіло Безвік перейшло у власність його колеги доктора Ольєра (англ. Ollier). Той своєю чергою заповів його Музею Товариства Природничої Історії в Манчестері, де тіло стало експонатом. Через 30 років музейну колекцію передали місцевому університету. За дозволом керівництва освітнього закладу і за згоди місцевого єпископа мумія зрештою була віддана землі. Церемонія прощання відбулася на манчестерському цвинтарі Гарперхей 22 липня 1868 року, себто через понад сто десять років після смерті Ганни Безвік. Її могила залишилася безіменною.

## Передумови

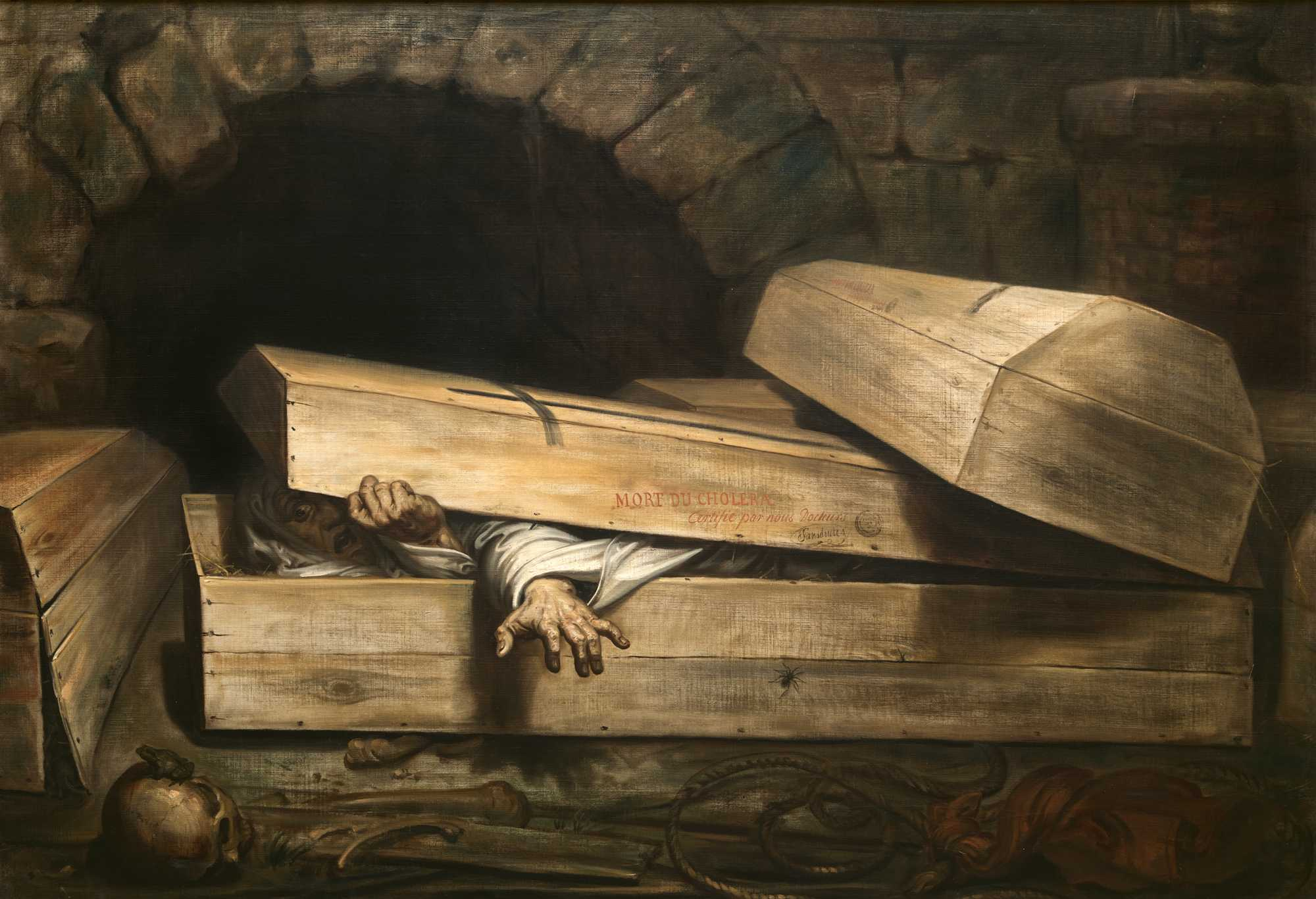
Антуан-Жозеф Вірц. Передчасне поховання (L’Inhumation précipitée), 1854

Середина XVIII століття ознаменувалась зростанням серед широких кіл британського суспільства панічних страхів перед можливістю опинитись похованим заживо, що супроводжувалося жвавою полемікою щодо достовірності тих чи інших ознак настання смерті. Пропонувались різноманітні способи виявлення хибних випадків перед погребінням на кшталт заливання оцту з перцем у рот небіжчику або ж припалювання ступні розпеченою коцюбою чи навіть введення тої у пряму кишку покійника. В 1895 лікар Дж. К. Оузлі (англ. J. C. Ouseley) твердив, що на той час в Англії та Уельсі нібито щороку ставалось близько 2700 поховань живцем, тоді як інші наполягали, що це число наближається до 800.
Ганна Безвік народилася 1688 року в родині Джона і Пейшенс Безвіків із Фейлзуорта. Від батька, який помер у 1706, їй дістався значний спадок. Коли пішов з життя один з її братів, також на ім'я Джон (це трапилося за декілька років до смерті самої Ганни), на церемонії поховання дехто із присутніх завважив, що в ту мить, коли віко труни вже було опустили, повіки небіжчика ворухнулися. Родинний лікар, доктор Чарльз Вайт оглянув тіло й підтвердив, що Джон все ще живий. Кількома днями пізніше псевдомрець остаточно прийшов до тями та, як наслідок, прожив ще немало років. Ця подія справила на місис Безвік карколомне враження й вселила панічне побоювання, що її може спіткати подібна доля.
Як стверджував реєстратор музею Королівської колегії хірургів Англії Джессі Добсон (англ. Jessie Dobson, 1906—1984), розповіді очевидців про події, що сталися після смерті Ганни Безвік у лютому 1758 року, сповнені «неточностей і суперечностей». За даними більшості свідчень, панянка залишила Вайту, одному із піонерів акушерства у Великій Британії й заразом засновнику Манчестерської королівської лікарні, 25 тисяч фунтів стерлінгів за умови, що той берегтиме її тіло без поховання й періодично перевірятиме на предмет наявності ознак життя. Утім, в заповіті, скріпленого підписом 25 липня 1757 року, зазначається, що Вайту зостається лише 100 фунтів стерлінгів й ще 400 призначені на видатки, пов'язані з похороном. Згідно з іншими свідченнями, Вайт став виконавцем останньої волі місис Безвік й сам набував за заповітом згадані 400 фунтів, залишком від котрих (після сплати усіх ритуальних витрат) міг розпоряджатися на власний розсуд. Подейкували, що лікар заборгував чималу суму, яку зобов'язався відшкодувати шляхом оплати її похорон, а надалі забальзамувати свою пацієнтку. Проте у заповіті його виконавцями були вказані Мері Грем (англ. Mary Graeme) та Естер Робінсон (англ. Esther Robinson), а не Вайт. Так чи інакше, деталі заповіту пані Безвік знову стали темою для обговорень у 1866 році, через ціле століття по її смерті.

## Бальзамування

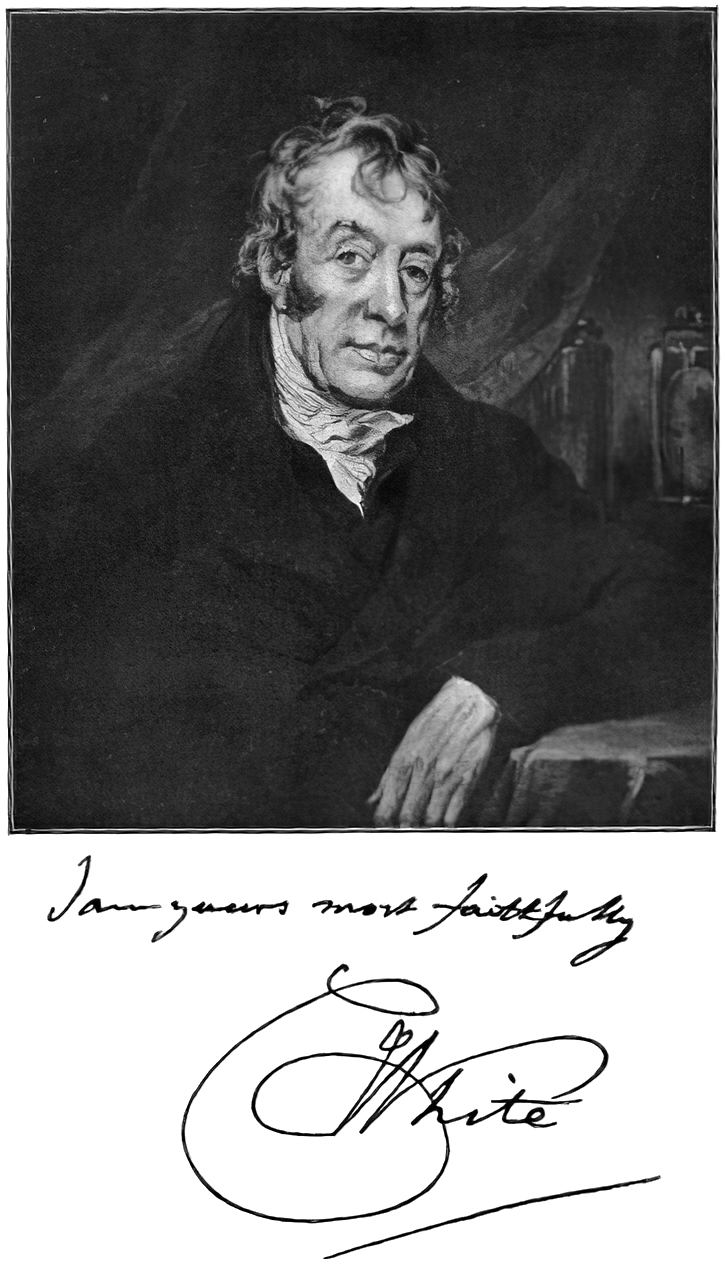
Чарльз Вайт

У заповіті від 1757 року Ганна Безвік ніяк не обмовлялася стосовно бальзамування. Висловлювали думку, що доктор Вайт мав вказівку поховати тіло лише тоді, коли стане цілком очевидним, що вона мертва. Проте лікар, не в змозі подолати спокусу перед нагодою збагатити свою колекцію «вологих і сухих» експонатів, вирішив забальзамувати труп. Ще з часу вивчення медицини у Лондоні він цікавився анатомією й упродовж життя громадив домашнє зібрання анатомічних «курйозів». На момент його смерті колекція містила, поруч з власне мумією місис Безвік, зокрема, скелет Томаса Хіггінса (англ. Thomas Higgins), розбійника й вівцекрада, повішеного за грабіж квартири зі зламом.
Опис методу бальзамування, яким користався Вайт, не зберігся. Відомо, утім, що 1748 року він відвідував приватний анатомічний курс Вільяма Гантера, який розробив одну із перших систем артеріального бальзамування, що надалі стала прототипом для технологій Нового часу. Зокрема, мова йде про ефективний метод збереження органічної матерії, розроблений італійським хіміком XX століття Альфредо Салафією. Цілком імовірно, що Вайт застосував спосіб, який запозичив у свого наставника.
Відповідно до неї, у вени й артерії вводилася суміш скипидару і кіновару, після чого з грудної та черевної порожнини виймали нутрощі й поміщали у воду, аби очистити їх й зменшити об'єм. Потім із трупу шляхом механічного тиску викачували всю кров. Тіло ретельно промивалось спиртом, а вилучені органи повертали на місце. За цією процедурою йшла ще одна ін'єкція скипидару і кіновару. Зрештою, всі порожнини й отвори тіла заповнювали сумішшю камфори, селітри та камеді, тіло зашивалось й після підсумкового обмивання, — а також, імовірно, обмазування дьогтем, котрий запобігав надмірному зневодненню — поміщали у ящик, заповнений гіпсом для поглинання надлишкової вологи.

## Експонат
Муміфіковані рештки Ганни Безвік спершу держали в Енкоутс-Холлі (англ. Ancoats Hall), будинку одного із членів родини Безвік, але незабаром перевезли у дім доктора Вайта в Сейлі, де вони стали зберігатися у старовинній заскленій годинній шафі. До когорти відвідувачів, які виявили бажання лицезріти мумію, належав і знаменитий поет Томас де Квінсі. Після смерті самого лікаря у 1813 році труп незвичайної жінки перейшов у власність його колеги, доктора Ольєра. Коли й він пішов з життя у 1828, мумія згідно з заповітом останнього дісталася музею Товариства Природничої Історії в Манчестері й зайняла почесне місце у вітальній залі поряд з подібними їй — перуанськими та давньоєгипетськими. Нащадкам місіс Безвік дозволили бувати у закладі безоплатно і в будь-який час. Один із відвідувачів, що побачив експонат в 1844, назвав його «одним із найбільш примітних предметів в музеї». За висловом письменниці Едіт Сітвелл, «холодна темна тінь її мумії нависла над Манчестером в середині вісімнадцятого століття».
Жодних прижиттєвих чи посмертних портретів Ганни Безвік не збереглося. Один із нечисленних словесних описів належить тамтешньому історику Філіпу Вентворту (англ. Philip Wentworth):
Тіло збереглося добре, проте обличчя висохло і почорніло. Ноги й тулуб були цупко переплетені міцною тканиною на кшталт тої, що використовують в оббивці матраців, а тіло дрібненької старої жінки покоїлося в скляному, схожому на труну ящику.
Невдовзі після передачі музейної колекції у дар Манчестерському університету 1867 року, було ухвалено рішення, що оскільки місис Безвік «безповоротно і безперечно мертва», настав час віддати її тіло землі. Втім, ще з 1837 року британське законодавство забороняло будь-які поховання без попереднього офіційного засвідчення факту смерті судово-медичним експертом. Позаяк Безвік спочила за півстоліття до ухвалення відповідного закону, керівництву університету довелося виклопотати спеціальний указ у Державного секретаря. За згоди місцевого єпископа, Ганна Безвік була похована 22 липня 1868 року в безіменній могилі на цвинтарі Гарперхей, що на північно-східній околиці Манчестера.

## Склад і привид
В 1745 році, коли в Манчестер вдерся Чарльз Едвард Стюарт на чолі з армією повстанців-якобітів, пані Безвік, турбуючись про долю своїх статків, вирішила сховати їх у надійному місці. Незадовго до смерті вона пообіцяла родичам вказати розташування скарбу, але померла, так і не встигши виконати обіцянку. Після смерті власниці її оселю перебудували у багатоквартирний дохідний будинок для робітників. Кількоро з них пізніше стверджували, що нібито бачили постать у чорній шовковій сукні та білому мереживному очіпку, котра за описом нагадувала Ганну Безвік. Тихо просуваючись з одного кінця вітальні до іншого, дух завжди зникав біля однієї й тієї ж кам'яної плити. Повідомлялося, що згодом один із мешканців Birchin Bower, котрийсь ткач, що рив у цьому місці яму під опору для нового ткацького верстата, виявив скарб місис Безвік під кам'яною плитою, так уподобаною привидом. За кожну знайдену золоту монету манчестерська фірма Oliphant's заплатила ткачу по 3 фунти й 10 шилінгів.
Пізніше колишній дім Ганни Безвік знесли для будівництва корпусів електрохімічної фабрики Ferranti, проте чутки про привида, що начебто блукає цим місцем, не припинилися. В 1890 році був розібраний і родинний будинок Безвіків, Cheetwood Old Hall, аби звільнити місце під цегельний завод. При виконанні робіт підрядники виявили під вітальнею подвійну труну. Таємниця цього поховання залишилася нерозв'язаною; як тоді вважалося, знахідка була якимось чином пов'язана із сім'єю Безвік та доктором Вайтом, котрі мешкали тут після того, як Ганна оселилася в Олдемі.